# Coppa Libertadores 2014 (primo turno)
Questa voce raccoglie un approfondimento sulle gare di qualificazione dell'edizione 2014 della Coppa Libertadores.

## Primo turno

### Andata
| Arbitro: | Enrique Cáceres |

|            |           |  |
| Mojica 32’ | Marcatori |  |

| Arbitro: | Juan Ernesto Soto |

|                           |           |           |
| Mancilla 26’ Zamorano 65’ | Marcatori | 84’ Pérez |

| Arbitro: | Enrique Osses |

|                              |           |                    |
| Ávila 29’ Lobatón 61’ (rig.) | Marcatori | 54’ (rig.) Éderson |

| Arbitro: | Wilmar Roldán |

|               |           |  |
| Estupiñán 18’ | Marcatori |  |

| Arbitro: | Martín Emilio Vázquez |

|          |           |  |
| Mora 63’ | Marcatori |  |

| Arbitro: | Víctor Carrillo |

|  |           |                       |
|  | Marcatori | 18’, 86’ (rig.) Goltz |

### Ritorno
| Arbitro: | Carlos Vera |

|                        |           |  |
| Alonso 18’ de Pena 73’ | Marcatori |  |

| Arbitro: | Raúl Orosco |

|                  |           |  |
| de la Cuesta 58’ | Marcatori |  |

| Arbitro: | Antonio Arias Alvarenga |

|                                                       |                      |                                                          |
| Manoel 61’ Éderson 90+7’ (rig.)                       | Marcatori            | 62’ Ávila                                                |
| Éderson Deivid Mérida Nathan Natanael Mosquito Manoel | Tiri di rigore 5 – 4 | Lobatón Cazulo Advíncula Delgado Calcaterra Núñez Aquino |

| Arbitro: | Diego Abal |

|                                     |           |  |
| Wallyson 36’, 66’, 79’ Henrique 90’ | Marcatori |  |

| Arbitro: | Pablo Daniel Díaz |

|                           |           |                                  |
| Fernández 39’ Guillén 64’ | Marcatori | 52’ Fernández 74’ Díaz 91’ Rubio |

| Arbitro: | Sandro Ricci |

|           |           |  |
| Ayala 70’ | Marcatori |  |

## Tabella riassuntiva
| Squadra 1            | Totale            | Squadra 2           | Andata | Ritorno |
| -------------------- | ----------------- | ------------------- | ------ | ------- |
| Sporting Cristal     | 3 – 3 (4 – 5 dtr) | Atlético Paranaense | 2 – 1  | 1 – 2   |
| Deportivo Quito      | 1 – 4             | Botafogo            | 1 – 0  | 0 – 4   |
| Universidad de Chile | 4 – 2             | Guaraní             | 1 – 0  | 3 – 2   |
| Caracas              | 0 – 3             | Lanús               | 0 – 2  | 0 – 1   |
| Morelia              | 2 – 2 (gfc)       | Santa Fe            | 2 – 1  | 0 – 1   |
| Oriente Petrolero    | 1 – 2             | Nacional            | 1 – 0  | 0 – 2   |